# 山口正義 (生理学者)
山口 正義（やまぐち まさよし）は、日本、アメリカ合衆国の薬学者（生物系薬学・医療系薬学）。学位は薬学博士（静岡薬科大学）。静岡県立大学大学院生活健康科学研究科教授、米国 エモリー大学 医学部客員教授 および Adjunct Professor, カリフォルニア大学 ロスアンぜルス校 (UCLA) 医学部 客員教授、ハワイ大学マノア校ハワイ大学がんセンター 教授などを歴任。USERN (The Universal Scientific Education and Research Network)のAdvisory Board メンバーを務める。さらに、米国において1886年に創立された Sigma Xi (The Scientific Research Honor Society)の Full Member に登録された。

## 来歴
1971年、静岡薬科大学（現・静岡県立大学）薬学部製薬学科卒業。同大学の大学院に進み、1973年に薬学研究科製薬学専攻を修了した。以来、静岡薬科大学の薬学部にて、助手や講師を務めた。静岡薬科大学が静岡女子大学や静岡女子短期大学と統合され、新たに静岡県立大学が発足すると、同大学の薬学部にて引き続き講師に就任した。1991年に静岡県立大学大学院の生活健康科学研究科にて助教授に就任し、1993年には教授に昇任した。また、静岡県立大学で教鞭をとる傍ら、アメリカ合衆国の大学や研究機関の職を兼任しており、ペンシルベニア大学、テキサス工科大学、テキサス大学の医学部にて研究職を得ていた。2007年、ジョージア州アトランタ市に創立 (1836年) されたエモリー大学に転じ、同大学の医学部にて客員教授に就任した。2011年に「Outstanding Professor and Researcher」の資格 (EB1) でアメリカ合衆国の永住権を取得。2012年にヒューストン市にあるベイラー医科大学の客員教授に就任。2013年に、エモリー大学医学部に戻り、Adjunct Professorとして研究に従事した。さらに, 2017年にカリフォルニア大学 ロスアンジェルス校 (UCLA) 医学部の 客員教授として招聘された。2019年から、ハワイ大学マノア校、ハワイ大学がんセンター（教授）にて、研究を遂行。

## 研究
専門は内分泌代謝調節学および薬学。特に、骨やカルシウム代謝ならびに細胞内情報伝達系の仕組みの解明を目標にした内分泌代謝学に関連した分野の研究に取り組んできた。細胞内のカルシウムの研究に従事していた際に、細胞内情報伝達系の制御因子として機能する新規のカルシウム結合性蛋白質を発見し、その細胞機能調節とのかかわりの特質から、「レギュカルチン」と命名した。さらに、レギュカルチン遺伝子発現を増進する新規の転写因子を発見し、「RGPR-p117」と命名した。その後、RGPR-p117は SEC16Bとしても報告されることになる。その関連で、特に、レギュカルチン遺伝子の発現調節の仕組み、レギュカルチンの肝臓、腎臓、骨遺伝子心臓および大脳における細胞機能調節と病態生理的役割およびバイオマーカーとしての役割の解明など多面的に研究。細胞機能調節において多機能性を発揮するレギュカルチンは、ヒト各種がん臓器細胞の増殖を抑制し、その発現が増加している各種がん患者においてはその生存が延長されることが見出され、ヒトがんの制御因子として重要な役割を果たすことが実証されている。その他に、転写因子RGPR-p117の細胞機能調節における役割を解明する研究を展開。さらには、骨粗鬆症の予防と修復、がん細胞骨転移による骨破壊の制御について、薬学的臨床応用に関する研究などを遂行。抗骨粗鬆症因子ならびにその関連で25余りの国際および国内特許を取得。特に、「レギュカルチン過剰発現モデル動物」の国際特許を取得した。主な学術活動として、日本生化学会（評議員、代議員）、日本内分泌学会（評議員）、日本骨代謝学会（評議員）、日本骨粗鬆症学会（評議員）、日本薬理学会（評議員）、日本微量元素学会（評議員）、日本薬学会（「金属の関与する生体関連反応シンポジウム」評議員）、肝細胞研究会（世話人）を務めた。また、米国のNew York Academy of Sciences, American Society for Bone and Mineral Research、American Society for Biochemistry and Molecular Biologyの会員として活動した。さらに、国際誌の編集委員長 (Editor-in-Chief), ならびに90を超す 編集委員 (Editorial Board Member)を務めた。その中で、「International Journal of Molecular Medicine」(2001-2019)および「International Journal of Oncology」 (2010-2013)の Editorial Academy Memberとして長年にわたり奉仕した。さらに、Current Nutraceuticals (Section Editor, 2019-), Cancers (2020- ), Current Cancer Drug Targets (Co-Editor, 2021- ), Translational Oncology (2021-), Discover Oncology (2022-)および Current Cell Science (Founding Editor-in-Chief, 2023- )などのEditorial Board Memberとして、サイエンスコミュニケーションに尽力する。これまでに、特許、著書等  を含む査読された600報を超す英文論文を発表(https://scholar.google.co.jp/citations?user=PG8yrnkAAAAJ&hl=ja&oi=ao)。その中で、450報を超える論文が米国 NIH National Library of Medicineの My Bibliography (https://www.ncbi.nlm.nih.gov/myncbi/1L9LjwyhgyyYWQ/bibliography/public/masayoshiyamaguchi)に紹介されている。このような多面的な研究活動に基づき、2017年7月に米国の Marquis Who's Who から「The 2017 Albert Nelson Marquis Lifetime Achievement Award」が授与された 。2021年に,The EU Academy of Sciencesの会員。　ならびに、USERN (The Universal Sciences and Research Network)のAdvisory Board Member。2022年に, 「Distinguished Scientist Award」(The International Scientist Award in Engineering, Science and Medicine organized by VDGOOD Professional Association, India)を授与。　さらに、2022年には、米国において1886年に創立された Sigma Xi (The Scientific Research Honor Society)の Full Member に登録された 。

## 略歴）
- 1971年 - 静岡県立静岡薬科大学薬学部卒業。
- 1973年 - 静岡薬科大学大学院薬学研究科修了。
- 1976年 - 静岡薬科大学 薬学博士 論文テーマ「鉛中毒ラットのカルシウム代謝異常」[41]。
- 1986年 - 静岡薬科大学講師
- 1987年 - 静岡県立大学薬学部講師
- 1991年 - 静岡県立大学大学院生活健康科学研究科助教授。
- 1993年 - 静岡県立大学大学院生活健康科学研究科教授。
- 2007年 - エモリー大学医学部 客員教授.
- 2012年 - ベイラー医科大学 客員教授.
- 2013年 - エモリー大学医学部 Adjunct Professor.
- 2017年 - カリフォルニア大学 ロスアンジェルス校 (UCLA) 医学部 客員教授.
- 2019年 - ハワイ大学がんセンター Adjunct Professor.
- 2020年 - ハワイ大学がんセンター 教授[12][42]

## 賞歴
- 1981年 - 日本薬学会東海支部学術奨励賞。
- 1987年 - 武田科学振興財団研究助成 (武田賞)。
- 1992年 - 佐藤記念国内賞。
- 1992年 - 知恩会斉藤賞。
- 1994年 - 薬学研究奨励財団研究助成。
- 1999年 - 三島海雲記念財団学術奨励賞。
- 2004年 - 財団法人病態代謝研究会研究助成。
- 2004年 - The IBC Lifetime Achievement Award (IBC, Cambridge, England).
- 2004年 - The World Lifetime Achievement Award (The American Biographical Institute, USA).
- 2006年 - 宮田記念学術論文賞。
- 2007年 - 日本微量元素学会学会賞。
- 2003年 - Marquis Who’sWho in Science and Engineering に登載 (USA) (2003-2004年 7th Edition - ).
- 2005年 - Marquis Who’sWho in the World (USA) に登載 (USA) (22nd Edition - ).
- 2007年 - Marquis Who’sWho in the Asia (USA) に登載 (USA) (2007年 1st Edition - ).
- 2009年 - Marquis Who’sWho in America (USA) に登載 (USA) (63rd Edition - ).
- 2016年 - It’s The Journey Award (It’s The Journey Inc., Atlanta, USA)
- 2017年 - The 2017 Albert Nelson Marquis Lifetime Achievement Award ( Marquis Who's Who Biographer,  USA)
- 2022年 -「Distinguished Scientist Award」 in The International Scientist Awards in Engineering, Science and Medicine organized by VDGOOD Professional Association (India)

## 著作

### 単著
- 山口正義著 『骨粗鬆症の予防と栄養』黒船出版 1999年。ISBN 4876180210
- 山口正義著 『骨の健康と食因子 ― 骨粗鬆症の予防と修復へのアプローチ』食品資材研究会 , 1997年。ISBN 9784879910028[43]
- Masayoshi Yamaguchi 『Nutritional Factors and Osteoporosis Prevention』, Nova Science Publishers, Inc., New York, USA 2010. ISBN 978-1608769292, ISBN 1608769291
- Masayoshi Yamaguchi 『Regucalcin: Genomics, Cell Regulation and Disease』, Nova Science Publishers, New York, USA 2012. ISBN 978-1621002598; ISBN 1621002594
- Masayoshi Yamaguchi 『Biomedical Osteoporosis Treatment』, Nova Science Publishers, New York, USA 2013. ISBN 978-1628087451, ISBN 1628087455
- Masayoshi Yamaguchi 『The Role of Regucalcin in Cell Homeostasis and Disorder』, Nova Science Publishers, New York, USA 2017. ISBN 978-1536105117, ISBN 1536105112

### 編纂
- 山口正義編 『カルシウムと生命 ― 遺伝子から生体機能の調節』黒船出版、1997年。ISBN 9784876180202
- 山口正義編 『バイオメタル ― 生体調節の多彩な役割と病態』黒船出版、1998年。ISBN 4876180229
- Masayoshi Yamaguchi (Editor) 『Carotenoids: Properties, Effects and Diseases』 Nova Science Publishers, Inc., New York, USA 2011.ISBN 978-1612097138, ISBN 1612097138
- Masayoshi Yamaguchi (Editor) 『Calcium Signaling』 Nova Science Publishers, Inc., New York, USA 2011. ISBN 978-1613243138, ISBN 1613243138
- Masayoshi Yamaguchi (Editor) 『Osteocalcin: Production,Regulation and Disease』Nova Science Publishers, New York, USA 2012. ISBN 978-1619420472, ISBN 1619420473
- Masayoshi Yamaguchi (Editor) 『Adiponectin: Production, Regulation and Roles in Disease』 Nova Science Publishers, New York, USA 2012. ISBN 978-1619421653, ISBN 1619421658
- Masayoshi Yamaguchi (Editor) 『 Zinc: Characteristics, Uses and Benefits』Nova Science Publishers, New York, USA 2012. ISBN 978-1619425231, ISBN 1619425238
- Masayoshi Yamaguchi (Editor) 『New Developments on Signal Transduction Research』Nova Science Publishers, New York, USA 2013. ISBN 978-1626182301, ISBN 1626182302
- Masayoshi Yamaguchi (Editor) 『Carotenoids: Food Sources, Production and Health Benefits』 Nova Science Publishers, New York, USA 2013. ISBN 978-1628086225, ISBN 162808622X
- Masayoshi Yamaguchi (Editor) 『New Development of Calcium Signaling Research』 Nova Science Publishers, Inc., New York, USA 2014. ISBN 978-1629486017, ISBN 1629486019
- Masayoshi Yamaguchi (Editor) 『Genistein and Daizein: Food Sources, Biological Activity and Health Benefits』 Nova Science Publishers, Inc., New York, USA 2015. ISBN 978-1634831949, ISBN 1634831942
- Masayoshi Yamaguchi (Editor) 『Renal Failure: Diagnosis, Management and Potential Complications』, Nova Science Publishers, New York, USA 2016. ISBN 978-1536102840, ISBN 1536102849
- Masayoshi Yamaguchi (Editor) 『Advances in Carcinogenesis Research』 Nova Science Publishers, New York, USA 2017. ISBN 978-1634858496, ISBN 1634858492
- Masayoshi Yamaguchi (Editor) 『Osteoclastogenesis: Research Advances and Clinical Challenges』 Nova Science Publishers, New York, USA 2017. ISBN 978-1536126297, ISBN 1536126292
- Masayoshi Yamaguchi (Editor) 『Regucalcin: Metabolic Regulation and Disease』 Nova Science Publishers, New York, USA 2019. ISBN 1536161721; ISBN 978-1536161724
- Masayoshi Yamaguchi (Editor) 『Colorectal Cancer: Prevention, Diagnosis and Treatment』 Nova Science Publishers, New York, USA 2019. ISBN 978-1536165982
- Masayoshi Yamaguchi (Editor) 『 Regucalcin: Metabolic Regulation and Disease』Nova Science Publishers, New York, USA 2020. ISBN 978-1-53616-172-4